# Зоран Филипович
Зоран Филипович (серб. Зоран Филиповић, нар. 6 лютого 1953, Титоград) — югославський футболіст, що грав на позиції нападника. По завершенні ігрової кар'єри — югославський і чорногорський тренер.
Виступав, зокрема, за клуби «Црвена Звезда» та «Бенфіка», а також національну збірну Югославії.
Триразовий чемпіон Югославії. Володар Кубка Югославії. Дворазовий чемпіон Португалії. Володар Кубка Португалії. 

## Клубна кар'єра
Народився 6 лютого 1953 року в місті Подгориця. Вихованець футбольної школи клубу «Црвена Звезда». Дорослу футбольну кар'єру розпочав 1970 року в основній команді того ж клубу, в якій провів десять сезонів, взявши участь у 212 матчах чемпіонату.  Більшість часу, проведеного у складі «Црвени Звезди», був основним гравцем атакувальної ланки команди. У складі «Црвени Звезди» був одним з головних бомбардирів команди, маючи середню результативність на рівні 0,42 голу за гру першості. За цей час тричі виборював титул чемпіона Югославії.
Протягом 1980—1981 років захищав кольори команди клубу «Брюгге».
Своєю грою за останню команду привернув увагу представників тренерського штабу клубу «Бенфіка», до складу якого приєднався 1981 року. Відіграв за лісабонський клуб наступні три сезони своєї ігрової кар'єри. В новому клубі був серед найкращих голеодорів, відзначаючись забитим голом в середньому щонайменше у кожній третій грі чемпіонату. За цей час додав до переліку своїх трофеїв два титули чемпіона Португалії.
Завершив професійну ігрову кар'єру у клубі «Боавішта», за команду якого виступав протягом 1984—1986 років.

## Виступи за збірну
1971 року у віці 18 років дебютував в офіційних матчах у складі національної збірної Югославії у матчі проти НДР, в якому його команда поступилася з рахунком 1-2. Протягом кар'єри у національній команді, яка тривала 7 років, провів у формі головної команди країни 13 матчів, забивши 2 голи.

## Кар'єра тренера
Розпочав тренерську кар'єру, ще продовжуючи грати на полі, 1985 року, увійшовши до тренерського штабу клубу «Боавішта», де пропрацював з 1985 по 1988 рік.
1993 року став головним тренером команди «Бейра-Мар», тренував клуб Авейру лише один рік.
Згодом протягом 1997–1997 років очолював тренерський штаб клубу «Боавішта».
1998 року прийняв пропозицію попрацювати у клубі «Віторія» (Гімарайнш). Залишив клуб з Гімарайнша 1998 року.
Протягом одного року, починаючи з 2000, був головним тренером команди «Паніоніос».
2001 року був запрошений керівництвом клубу «Црвена Звезда» очолити його команду, з якою пропрацював до 2003 року. В сезоні 2001-2002 виграв Кубок Сербії і Чорногорії. Відомий тим, що при ньому заграли майбутні зірки сербського футболу Неманья Видич, Бошко Янкович, Никола Жигич та Александар Лукович.
З 2007 і по 2010 рік очолював тренерський штаб національної збірної Чорногорії.
Протягом тренерської кар'єри також очолював команди клубів «Салгейруш», «Аль-Шааб», «Чахлеул», «Голден Ерроуз» та «Атирау», а також входив до тренерських штабів клубів «Бенфіка», «Сампдорія» та збірної Югославії.
З 2016 року по 2020 рік входив до тренерського штабу збірної Сербії.
У грудні 2020 прийняв виклик від Лівійської футбольної федерації очолити збірну Лівії, проте не зумів здобути жодної перемоги у перших п'яти іграх з африканською командою, після чого вже у травні 2021 року був відправлений у відставку.

## Освіта та знання мов
Филипович є юристом за фахом та закінчив Белградського університету. Володіє сербською, англійською португальською, іспанською та італійською мовами. 

## Титули і досягнення

### Як гравця
- Чемпіон Югославії (3):

«Црвена Звезда»:  1972-1973, 1976-1977, 1979-1980
- Володар Кубка Югославії (1):

«Црвена Звезда»:  1970-1971
- Чемпіон Португалії (2):

«Бенфіка»:  1982-1983, 1983-1984
- Володар Кубка Португалії (1):

«Бенфіка»:  1982-1983

### Як тренера
- Володар Кубка Сербії і Чорногорії (1): 2001-2002

### Особисті
- Найкращий бомбардир Чемпіонату Югославії (1): 1976–1977
- Найкращий бомбардир Кубку УЕФА (1): 1982-1983